# Landwirtschaftsministerium der Vereinigten Staaten
Das Landwirtschaftsministerium der Vereinigten Staaten (amtl. United States Department of Agriculture, abgekürzt USDA) ist Teil der Bundesregierung der Vereinigten Staaten und hat seinen Sitz in Washington, D.C. (1400 Independence Ave., S.W.). Das Hauptgebäude befindet sich an der Nordseite der Independence Avenue und liegt gegenüber dem in den 1930er Jahren entstandenen South Building. Es ist vornehmlich mit den Belangen der Agrar- und Landwirtschaft befasst.

## Geschichte

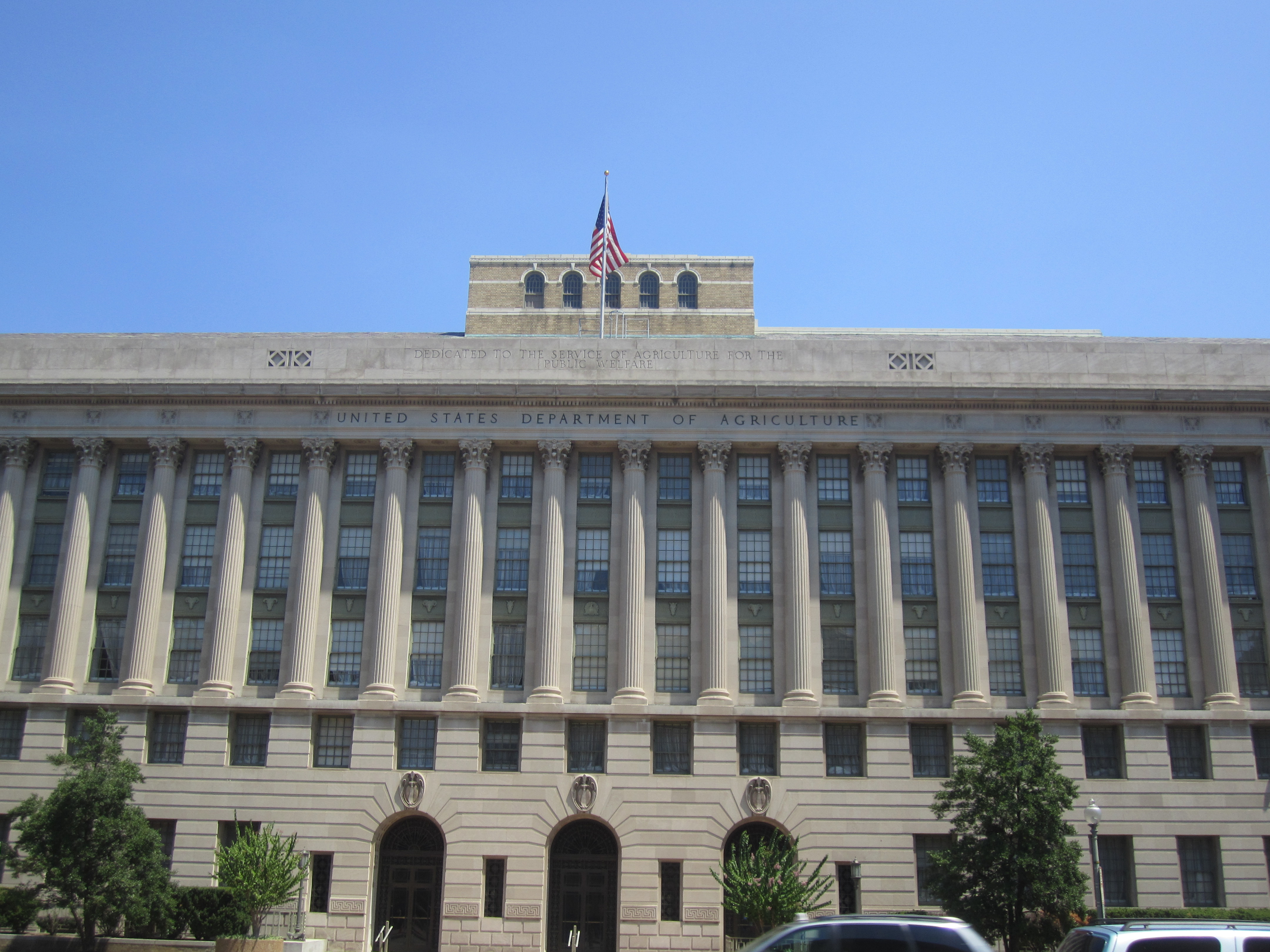
Das U.S. Department of Agriculture Administration Building, der Hauptsitz der USDA in Washington, D.C.

Die Behörde wurde 1862 von Abraham Lincoln gegründet, nachdem sie ursprünglich als kleines Büro im Patentamt beheimatet war und dort vor allem neue Samen und Pflanzen sammelte und verteilte. Mit der Zeit kamen Statistiken über Ernteerträge und Düngemethoden hinzu, und da damals fast jeder zweite Amerikaner Bauer war, entstand bald der Bedarf nach einem neuen, eigenen Ministerium.
Lincoln rief das Bureau of Agriculture ins Leben, welchem ein Kommissar ohne Kabinettsstatus vorstand, und nannte es das People’s Department (Volksabteilung). 1889 wurde daraus das heutige US-Landwirtschaftsministerium. 1942 hatte allein die Presseabteilung des Ministeriums bereits 711 feste und 20.543 Teilzeit-Mitarbeiter, die die US-Steuerzahler jährlich 11,9 Millionen Dollar für Gehälter und Druckerzeugnisse kosteten. Es zählt mittlerweile rund 110.000 Beschäftigte.

## Aufgaben
Dieses Ministerium vertritt mit einem Budget von 144 Milliarden Dollar (Fiskaljahr 2019) die Anliegen der Bauern und Farmer, ist verantwortlich für die Nahrungsmittelsicherheit und die Regelung des Agrarmarktes, Wald- und Landschaftsschutz, die Agrarwissenschaft und -forschung sowie für die wirtschaftliche Entwicklung des ländlichen Amerikas. Im Weiteren fördert es die gesunde Ernährung und bekämpft den Hunger innerhalb der Vereinigten Staaten wie auch im Ausland.
Im Zuge der Terrorbedrohung nach dem 11. September 2001 wurden Befürchtungen laut, dass Terroristen Anschläge auf die Nahrungsmittelkette verüben könnten, und ein im Juli 2005 veröffentlichter Bericht zeigte erneut, wie verwundbar das System an dieser Stelle wäre. Durch diesen Umstand ist das Landwirtschaftsministerium in das Zentrum der Terrorverhinderung gerückt und es wurden mehrere Programme zur Sensibilisierung der Mitarbeiter, der Hersteller und der Nahrungsmittelverarbeiter sowie zur Intensivierung der Zusammenarbeit mit dem Ministerium für Innere Sicherheit gestartet.
Im Jahre 2006 geriet das Ministerium in die Schlagzeilen, weil es in seinem neuesten jährlichen Bericht über die Nahrungsmittelversorgung der US-Bevölkerung den Begriff Hunger entfernte und durch die euphemistische Bezeichnung „sehr niedrige Nahrungssicherheit“ (very low food security) ersetzte. Dem Bericht zufolge gehören 12 % der US-Amerikaner, also über 35 Millionen Menschen, zu der durch sehr niedrige Nahrungssicherheit gefährdeten Gruppe.
Das US-Landwirtschaftsministerium berichtete monatlich über die bedürftigen US-Bürger, welche das staatliche Lebensmittelprogramm SNAP (Supplemental Nutrition Assistance Program) in Anspruch nahmen. Etwa 43 Millionen US-Bürger bezogen im Oktober 2010 die moderne Version der Food Stamps, Lebensmittel per Kreditkarte für durchschnittliche 133,76 Dollar pro Person im Monat, auf Basis des staatlichen Supplemental Nutrition Assistance Program (SNAP). Zu Januar 2006 betrug der Anstieg etwa 16 Millionen.

## Unterstellte Behörden
- Agricultural Marketing Service (AMS)
- Agricultural Research Service (ARS)
- Animal and Plant Health Inspection Service (APHIS)
- Center for Nutrition Policy and Promotion (CNPP)
- Cooperative State Research, Education, and Extension Service (CSREES)
- Economic Research Service (ERS)
- Farm Service Agency (FSA)
- Food and Nutrition Service (FNS)
- Food Safety Inspection Service (FSIS)
- Foreign Agricultural Service (FAS)
- Grain Inspection, Packers and Stockyards Administration (GIPSA)
- National Agricultural Library (NAL)
- National Agricultural Statistics Service (NASS)
- Natural Resources Conservation Service (NRCS)
- Office of Community Development (OCD)
- Risk Management Agency (RMA)
- Rural Housing Service (RHS)
- United States Forest Service (deutsch Forstverwaltung der Vereinigten Staaten)

## Liste der Landwirtschaftsminister
| Nr. | Bild | Name                            | Bundesstaat   | Amtszeit von      | Amtszeit bis       | im Kabinett von Präsident                                 |
| --- | ---- | ------------------------------- | ------------- | ----------------- | ------------------ | --------------------------------------------------------- |
| 01  |      | Norman Jay Colman               | Missouri      | 15. Februar 1889  | 6. März 1889       | Grover Cleveland                                          |
| 02  |      | Jeremiah McLain Rusk            | Wisconsin     | 6. März 1889      | 6. März 1893       | Benjamin Harrison                                         |
| 03  |      | Julius Sterling Morton          | Nebraska      | 7. März 1893      | 5. März 1897       | Grover Cleveland                                          |
| 04  |      | James Wilson                    | Iowa          | 6. März 1897      | 5. März 1913       | William McKinley, Theodore Roosevelt, William Howard Taft |
| 05  |      | David Franklin Houston          | Missouri      | 6. März 1913      | 2. Februar 1920    | Woodrow Wilson                                            |
| 06  |      | Edwin Thomas Meredith           | Iowa          | 2. Februar 1920   | 4. März 1921       | Woodrow Wilson                                            |
| 07  |      | Henry Cantwell Wallace          | Iowa          | 5. März 1921      | 25. Oktober 1924   | Warren G. Harding, Calvin Coolidge                        |
| 08  |      | Howard Mason Gore               | West Virginia | 22. November 1924 | 4. März 1925       | Calvin Coolidge                                           |
| 09  |      | William Marion Jardine          | Kansas        | 5. März 1925      | 4. März 1929       | Calvin Coolidge                                           |
| 10  |      | Arthur Mastick Hyde             | Missouri      | 6. März 1929      | 4. März 1933       | Herbert Hoover                                            |
| 11  |      | Henry Agard Wallace             | Iowa          | 4. März 1933      | 4. September 1940  | Franklin D. Roosevelt                                     |
| 12  |      | Claude Raymond Wickard          | Indiana       | 5. September 1940 | 29. Juni 1945      | Franklin D. Roosevelt, Harry S. Truman                    |
| 13  |      | Clinton Presba Anderson         | New Mexico    | 30. Juni 1945     | 10. Mai 1948       | Harry S. Truman                                           |
| 14  |      | Charles Franklin Brannan        | Colorado      | 2. Juni 1948      | 20. Januar 1953    | Harry S. Truman                                           |
| 15  |      | Ezra Taft Benson                | Idaho         | 21. Januar 1953   | 20. Januar 1961    | Dwight D. Eisenhower                                      |
| 16  |      | Orville Lothrop Freeman         | Minnesota     | 21. Januar 1961   | 20. Januar 1969    | John F. Kennedy, Lyndon B. Johnson                        |
| 17  |      | Clifford Morris Hardin          | Nebraska      | 21. Januar 1969   | 17. November 1971  | Richard Nixon                                             |
| 18  |      | Earl Lauer Butz                 | Indiana       | 2. Dezember 1971  | 4. Oktober 1976    | Richard Nixon, Gerald Ford                                |
| 19  |      | John Albert Knebel              | Oklahoma      | 4. November 1976  | 20. Januar 1977    | Gerald Ford                                               |
| 20  |      | Robert Selmer Bergland          | Minnesota     | 23. Januar 1977   | 20. Januar 1981    | Jimmy Carter                                              |
| 21  |      | John Rusling Block              | Illinois      | 23. Januar 1981   | 14. Februar 1986   | Ronald Reagan                                             |
| 22  |      | Richard Edmund Lyng             | Kalifornien   | 7. März 1986      | 21. Januar 1989    | Ronald Reagan                                             |
| 23  |      | Clayton Keith Yeutter           | Nebraska      | 16. Februar 1989  | 1. März 1991       | George Bush                                               |
| 24  |      | Edward Rell Madigan             | Illinois      | 8. März 1991      | 20. Januar 1993    | George Bush                                               |
| 25  |      | Alphonso Michael Espy           | Mississippi   | 22. Januar 1993   | 31. Dezember 1994  | Bill Clinton                                              |
| 26  |      | Daniel Robert Glickman          | Kansas        | 30. März 1995     | 19. Januar 2001    | Bill Clinton                                              |
| 27  |      | Ann Margaret Veneman            | Kalifornien   | 20. Januar 2001   | 20. Januar 2005    | George W. Bush                                            |
| 28  |      | Michael Owen Johanns            | Nebraska      | 21. Januar 2005   | 20. September 2007 | George W. Bush                                            |
| 29  |      | Edward Thomas Schafer           | North Dakota  | 28. Januar 2008   | 20. Januar 2009    | George W. Bush                                            |
| 30  |      | Thomas James Vilsack            | Iowa          | 20. Januar 2009   | 20. Januar 2017    | Barack Obama                                              |
| 31  |      | Sonny Perdue                    | Georgia       | 25. April 2017    | 20. Januar 2021    | Donald Trump                                              |
| -   |      | Kevin Shea (Kommissarisch)      |               | 20. Januar 2021   | 24. Februar 2021   | Joe Biden                                                 |
| 32  |      | Thomas James Vilsack            | Iowa          | 24. Februar 2021  | 20. Januar 2025    | Joe Biden                                                 |
| -   |      | Gary Washington (Kommissarisch) |               | 20. Januar 2025   | 13. Februar 2025   | Donald Trump                                              |
| 33  |      | Brooke Rollins                  |               | 13. Februar 2025  | amtierend          | Donald Trump                                              |